# Lo Compendion de l'Abaco
Lo Compendion de l'Abaco (parfois écrit Lo Compendion del Abaco) est le plus ancien livre imprimé en occitan connu. Il s'agit d'un traité de mathématiques écrit par Frances Pellos. Imprimé à Turin en 1492, ce livre fait partie des incunables.
Adolphe Viani, majoral du Félibrige niçois né en 1929, lui a consacré sa thèse de doctorat. L'érudit occitan Robert Lafont en établit une édition en 1967. À cette date, trois exemplaires seulement étaient connus : un à la bibliothèque nationale de Paris (actuelle BnF), un à la bibliothèque municipale de Nice et un (porté détruit dans le catalogue) à la bibliothèque nationale de Turin.
L'édition de 1492 compte 82 feuillets et se termine par la mention des éditeurs : Impreso in Thaurino lo present Compendion de abaco / per meistro Nicolo Benedetti / he mestro Jacobino Suigo de Sancto Germano. / Nel anno 1492 ad Di 28 de Septembrio.

## Description

### Présentation
Elle s'ouvre ainsi :
« Dieu done a mi gratia et sia en son plaser che fassa principi he fin de aquest compendion de abaco de art de arithmeticha he semblantment dels exemples de jeumetria contenguts en los presents sequents capitols, losquals tracteray sub brevibus tant coma a mi sera possible, per che los citadins de la Ciutat de Nisa son subtils e speculatieus en ogni causa et specialment de las dichas arts. Non obstant ordeneray la presente opera per capitols, debitament entendabla a un cascun, per so que las dichas arts son necessari, nedum a merchans, mas ad ogni persona de che condition se vulha sia. Per so vulhas solicitar de aver la copia del present libre, en loqual veyres bel cop de subtilitas, coma s'ensegue apres comensant al present prumier capitol, de nummar, loqual s'ensegue. »
« Dieu donne-moi grâce et que soit en son bon plaisir que je commence et achève cet opuscule d'abaque d'art d'arithmétique ainsi que des exemples de géométrie contenus dans le présent et les suivants chapitres, lesquels je traiterai aussi brièvement que cela me sera possible, car les citoyens de la Cité de Nice sont subtils et réfléchis en toute chose et en particulier dans ledit art. J'ordonnerai la présente œuvre en chapitres, dument compréhensibles par tout un chacun, parce que les dits arts sont nécessaires, non seulement aux marchands, mais également à toute personne de quelque condition qu'elle soit. Pour cela veuillez vous procurer la copie du présent livre, dans lequel vous verrez beaucoup de choses subtiles, comme il s'ensuit après à commencer par le premier chapitre, lequel vient suivant. »
L'auteur clot sa rédaction en se présentant avant la mention finale de l'éditeur :
Complida es la opera, ordenada e condida

Per noble Frances Pellos, citadin es de Nisa,

Laqual opera a fach, primo ad laudem del criator

Et ad laudour de la ciutat sobredicha,

Laqual es cap de Terra Nova en Provensa,

Contat es renomat per la terra universsa.

On y relève le fait que Pellos, originaire de Nice, se revendique comme provençal (sa langue peut être considérée tout autant provençale que niçarde). 
Quelques décennies plus tard, Joan Francés Fulcònis, lui aussi de langue occitane (il emploie néanmoins uniquement le terme de "provençal") imprima à Lyon un traité d'arithmétique sous le titre de Cisterna Fulconicra. Roger Rocca et Rémy Gastaglia ont démontré dans leur édition critique de Fulcònis que ce dernier donnait des exemples numériques similaires à Pellos qui ne pouvaient pas être dus au hasard. Bien qu'il ne le cite pas, Fulcònis se serait donc inspiré de Pellos.

### Titres des chapitres
- Lo prumier capitol de nummar toutas summas
- Lo segont capitol de ajustar nummer entiers
- Lo ters de sotrayre numers entiers
- Lo quart de multiplicar numers entiers
- Lo quint de partir numers entiers
- Lo sext de las progressions
- Lo VII de trayre la rays quadrata
- Lo VIII de trayre la rays cubicha
- Lo VIIII de probar toutas causas del present libre
- Lo X de redur en rot / Ajustar en rot / sostrayre en rot / Multiplicar en rot / Regulas extraordinarias de rot / Numers chi han regla et chi non han regla / Regula a redur touta causa che sia menor che lo entier en certa part de lo entier / A deminir tout rot grant ho petit che sia possibile
- Lo capitol XI de la regula de tres en loqual ha certas specials bellas regulas contengudas en lo dich capitol, so es / La regula de temps / La regula de monedas / La regula de cayradura autramens appellada regula bruta
- lo XII de compagnias
- Lo XIII de baratas
- Lo XIIII de merit he discontar he far compte d'an
- Lo XV del sout de fin de l'aur he argent ab las aligansas et altras bellas regulas contengudas en dich capitol
- Lo XVI de una falsa posicion
- Lo XVII de doas falsas posicions
- Lo XVIII dels exemples de la art de jeumetria

### Extrait du chapitre 8
« Lo VIII capitol, loqual ensenha a trobar la rays cubica de tous numbres entiers. »
« Nos aven vist e ausit dessus la forma e maniera a trayre la rays cayrada en commun. Mentenent en aquest capitol ieu donaray sufficienta declaration a trobar la rays cubica en commun, coma appar en la declaration et forma apres escricha. »
« La maniera de trayre la rays cubica. »
« Si tu voles trayre la rays cubica de alcun numbre propausat grant aut petit, pausa prumierament lo numbre propausat per sas differentias. E apres partas aquel numbre aut summa de tres figuras en tres figuras, comensant a la man destra fayre aquella division. Apres comensas operar desota la prumiera figura del derier ternari, sia complit aut non complit. E de la cercas una figura laqual si multiplica per sy cubicament, que leva la valor de totas figuras que stan en drech sobre ello aut plus pres che pora. Et si resta causa, aquel rest pausa en sos certans luecs, coma aves en la regula de partir. Apres che aves tout fach, ensins tripla la figura de la rays, et aquel triple pausa desota la tersa figura apres la rays dever la man destra. Apres deves cercar desota la prumiera figura del sequent ordre una autra figura che cant sera multiplicat ambe la figura de la prumiera rays ambe lo triple, et apres sensa la figura de la prumiera rays ambe aquella summa che sera venguda, et so que venga tengas a part. Apres multiplica aquella figura que aves derierrament per ta rays trobat per se cubicament. E so che per tal multiplicar vendra ajustas ambe la summa que aves tengut a part, per aquella maniera che la prumiera figura d'aquella summa que es venguda per multiplicar la figura de la rays en si cubicament occupo lo prumier luec. [...] »